# Tourin
Le tourin ou tourain, torrin en occitan, parfois appelé ouliat (« savoureux »), est une soupe à l'ail, à l'oignon ou à la tomate. C'est un mets connu dans le grand Sud-Ouest, du Périgord et du Bordelais au midi toulousain.

## Préparation
Les eaux de cuisson de certains légumes peuvent servir de base au tourin, comme les asperges, le chou-fleur, et même le lait.

### Tourin périgourdin
Cette soupe nécessite :

« Ail, graisse d'oie ou  de canard ou saindoux ou huile, farine, eau, sel, poivre, œuf, vinaigre, pain, vermicelle. »

Dans les recettes anciennes de Dordogne, l'huile d'olive n'était pas utilisée. À l'époque, on se servait de saindoux, de graisse de canard ou d'oie pour la cuisson.
Le « tourin à l'aoucou » (cuit avec une cuisse d'oie confite), le « tourin à la poulette » (oignon revenu à la graisse d'oie et roussi avec la farine) et le « tourin aux raves » (chou-rave émincé revenu dans le saindoux), sont cuisinés dans le Quercy.

### Tourin toulousain
Le tourin toulousain et tarnais est lié à l'œuf. Le blanc est battu en neige et inclus dans la soupe bouillante pour faire des petits grumeaux, puis le jaune est délayé en remuant pour épaissir le liquide. Il se sert très chaud avec des croutons. La recette tarnaise se fait à l'ail rose de Lautrec.

## Usage traditionnel
La tradition veut que lors d'une soirée bien arrosée (mariage, fêtes), les derniers encore debout réveillent les moins courageux pour leur servir du tourin à des heures improbables. Le tourin est souvent servi aux jeunes mariés, tôt le matin suivant la noce,.

### Tourin à l'ivrogne

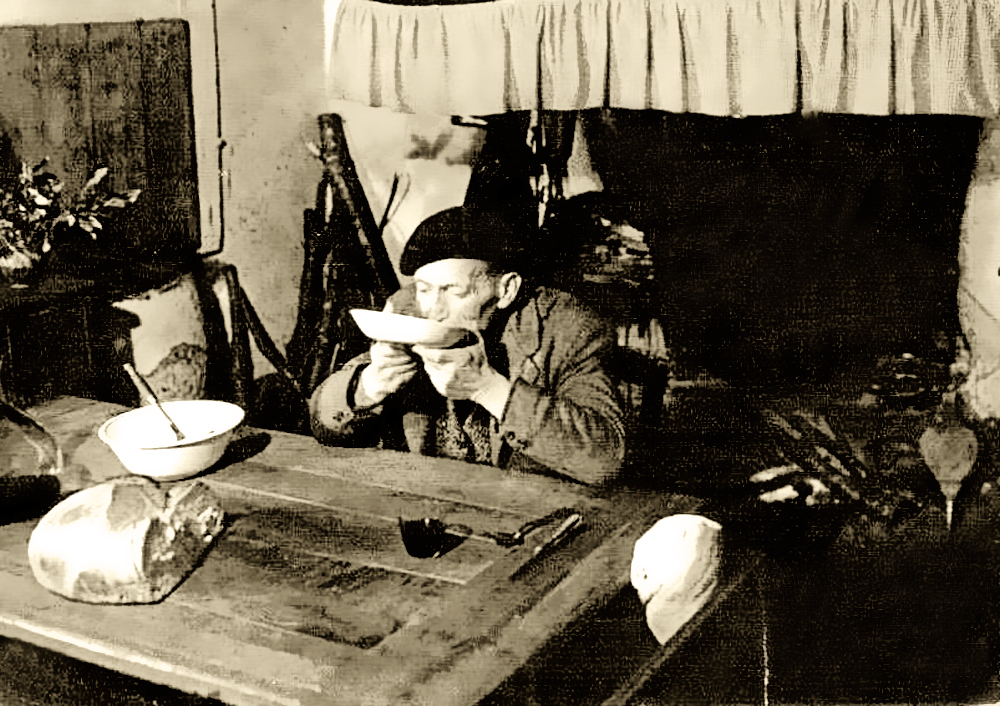
Chabrot sur un tourin au début du XXe siècle.

Le tourin toulousain possède la vertu prétendue de faire partir la gueule de bois après un banquet arrosé. C'est une soupe qui se déguste traditionnellement le lendemain des repas arrosés ou des fêtes (d'où son nom de tourin à l'ivrogne). La présence de l'ail est censée permettre une meilleure digestion. Elle se sert accompagnée d'œufs pochés et de tranches de pain rassis, frottées d'ail, ou de croutons revenus dans de la graisse de canard ou de l'huile d'olive.
Dénommé tourin blanchi à l'ivrogne, dans le département de la Gironde, où cette soupe à l'ail est devenue une institution, ce tourin est une spécialité gastronomique qui est généralement consommée d'octobre à mars. Il se consomme avec un vin de la même région, un moulis, un bordeaux-supérieur rouge ou encore un bordeaux rouge.
Les anciens ajoutaient un peu de vin rouge au tourin, pour faire chabrot, ou chabrol. C'est une pratique qui reprend vie depuis une décennie, quels que soient le milieu et le lieu (repas de famille, festivités locales, banquets, réunions associatives, etc.).

## Accord mets/vin
Traditionnellement, on sert avec cette soupe du vin rouge du Sud-Ouest, tel qu'un côtes-du-marmandais, un madiran, un buzet ou un bergerac.
À la fin du XXe siècle, pour accompagner une soupe à l'ail (ail, œuf, vinaigre, vermicelle…), le sommelier d'une « grande table » conseille un « blanc bien sec, comme un cassis blanc ou un pouilly fumé ».